# Prosopocera cretacea
Prosopocera cretacea är en skalbaggsart som beskrevs av Jordan 1903. Prosopocera cretacea ingår i släktet Prosopocera och familjen långhorningar.
Artens utbredningsområde är:
- Botswana.
- Malawi.
- Moçambique.
- Zimbabwe.

Inga underarter finns listade i Catalogue of Life.